# 도자와 마사요시 (1813년)

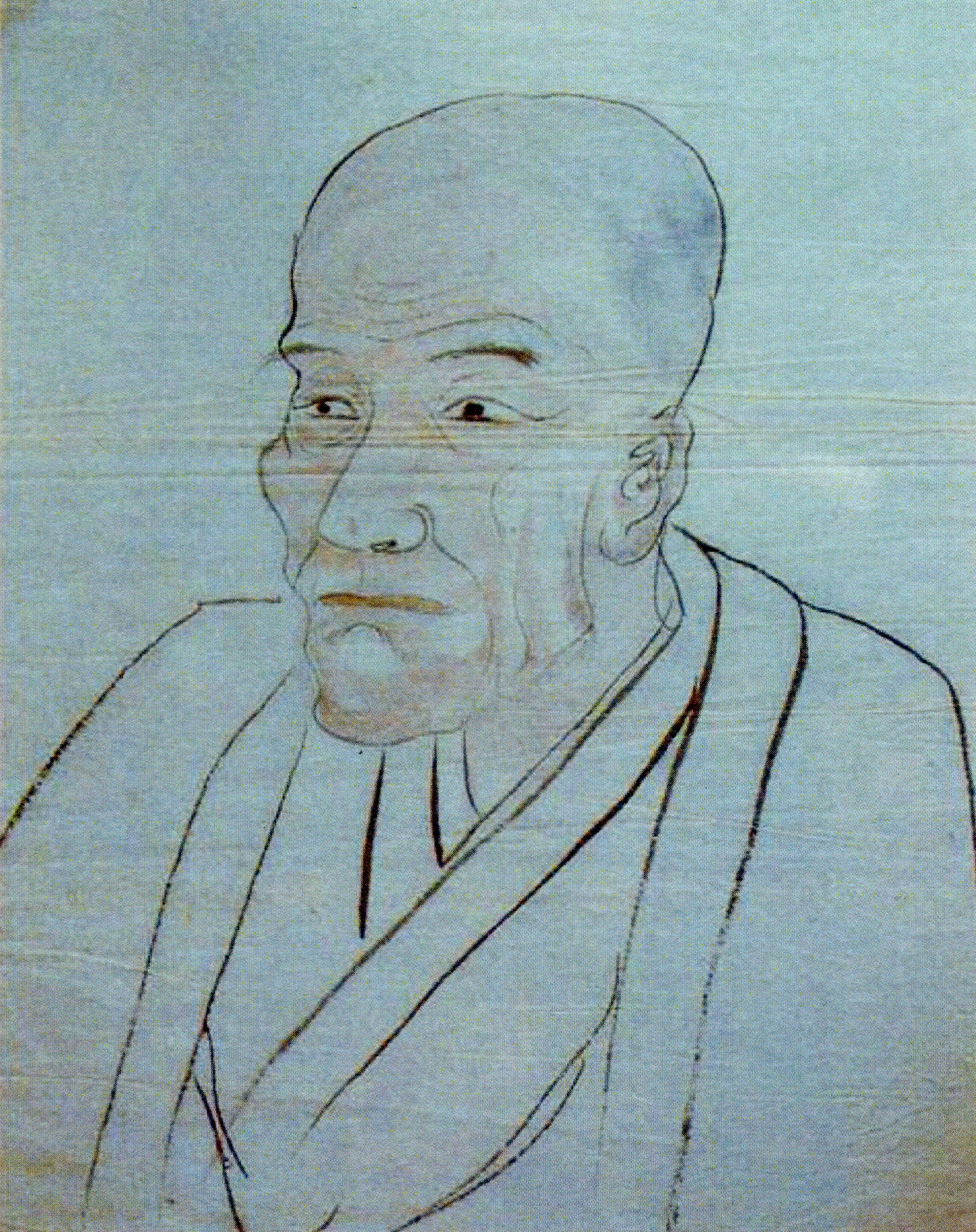
도자와 마사요시

도자와 마사요시(일본어: 戸沢正令, 1813년 2월 2일 ~ 1843년 6월 19일)는 일본 에도 시대의 다이묘로, 신조번의 10대 번주이다. 어릴적 이름은 지요즈루(千代鶴)이며, 관위는 종5위하, 노토노카미이다.
신조 번의 9대 번주 도자와 마사쓰구의 둘째 아들로 태어났다. 어머니는 도쿠시마번주 하치스카 하루아키의 이복동생이자 양녀인 이요히메(伊与姫, 친부는 도쿠시마 번주 하치스카 시게요시)이다. 형이자 적자인 도자와 마사노부가 사망함에 따라 세자 자리를 이어받았고, 덴포 11년(1840년) 3월 18일, 아버지가 은거함에 따라 가문을 계승하고 번주가 되었다. 국학과 와카에 대한 지식이 깊은 문화인이었고, 『능위사집(稜威舎集)』, 『말의 죄수(言葉の囚)』, 『니혼쇼키덴(日本書紀伝)』, 『와콘(倭魂)』 등의 저작을 남겼다. 번주로서도 유능하여, 번 재정 재건을 위해 오래된 제도를 전면 타파하고 새로운 법률과 인재에 의한 선진적 번 통치 개혁을 목표하였다. 그러나 덴포 14년(1843년) 5월 22일, 31세의 나이로 사망하고 말았다. 맏아들 마사자네가 그 뒤를 이었다.
| 전임 도자와 마사쓰구 | 제10대 신조번 번주 1840년 ~ 1843년 | 후임 도자와 마사자네 |